# Zespół Szkół Geodezyjno-Drogowych w Poznaniu
Zespół Szkół Geodezyjno-Drogowych w Poznaniu im. Rudolfa Modrzejewskiego – zespół szkół o profilu geodezyjno-drogowym zlokalizowany w Poznaniu przy ul. Szamotulskiej 33 (Grunwald).

## Historia
Historia szkoły sięga czasów końca XIX wieku. Powstała wówczas Szkoła Budowlana z wydziałem drogowym, która w 1918 otrzymała nazwę Państwowej Szkoły Budownictwa. Podczas okupacji niemieckiej szkoła była niedostępna dla młodzieży polskiej. Po zakończeniu działań II wojny światowej inż. Czesław Jezierski zorganizował ponownie zespół pedagogiczny. Nowy rok szkolny rozpoczęto 1 kwietnia 1945, kiedy to zainaugurowało działalność Państwowe Liceum Drogowe, a 1 września 1945 otwarto Państwowe Gimnazjum Drogowe. Od 1 kwietnia 1946 dołączyło do nich Państwowe Liceum Miernicze. Wszystkie te szkoły podlegały Państwowej Szkole Budownictwa z ul. Rybaki 17. Do lipca 1949 szkołą kierował Lucjan Ballenstendt, a po nim: Lucjan Weychert, Stanisław Chmielewicz i Juliusz Gudzio. Do 1951 zorganizowano szkolną bibliotekę, a także wyposażono sale w odpowiednie instrumenty.
30 sierpnia 1951 powstało Liceum i Gimnazjum Drogowe, wchodzące w skład Państwowej Szkoły Budownictwa. 1 września 1951 szkoły uzyskały samodzielność. Przekształcono je na Technikum Drogowe Ministerstwa Transportu Drogowego i Lotniczego w Poznaniu. Technikum prowadziło swoją samodzielną działalność w obiekcie przy ulicy Różanej 17 (wspólnie z dwoma innymi szkołami, w niesprzyjających, ciasnych warunkach).
1 września 1956, z inicjatywy dyrektora Edmunda Duczmala, powstał Społeczny Komitet Budowy Szkoły, którego przewodniczącym został Aleksander Ponicki. Pod budowę szkoły przeznaczono 2,5-hektarową działkę na ul. Szamotulskiej. Projektantem nowych zabudowań szkolnych był Jan Wellenger. Budowę prowadziło Poznańskie Przedsiębiorstwo Budowlane Nr 2. Budowę ukończono w styczniu 1960, a 1 czerwca tego roku powołano Technikum Geodezyjno-Drogowe, które powstało z połączenia Technikum Drogowego i Geodezyjnego. W 1969 wszystkie szkoły objęto jednym kierownictwem dyrekcji Technikum Geodezyjno-Drogowego i otrzymały nazwę: Zespół Szkół Zawodowych Nr 5. W 1963 zbudowano salę gimnastyczną, a w 1966 salę geodezyjną, pracownie specjalistyczne, warsztaty, świetlicę i stołówkę, a także internat na 144 uczniów (chłopców). Stary internat przy ul. Sierakowskiej przeznaczono dla coraz liczniej uczących się dziewcząt.
W 1971 Państwowa Szkoła Techniczna została przekształcona w Policealne Studium Zawodowe Nr 2 o specjalności drogi i mosty kołowe, geodezja oraz ruch drogowy. Od 1969 do 1975 technikum prowadziło m.in. Wydział Budownictwa Wodnego. Od września 1971 rozpoczęła swą działalność przy technikum Zasadnicza Szkoła Samochodowa.
1 września 1986 Zespół Szkół Zawodowych otrzymał nazwę Zespołu Szkół Geodezyjno-Drogowych. W 1990 Zasadnicza Szkoła Samochodowa przyjęła nazwę Zasadniczej Szkoły Zawodowej o specjalności mechanika pojazdów samochodowych. Tego samego roku utworzono też Liceum Ogólnokształcące nr XVIII. W 1993 otwarto Technikum Samochodowe na podbudowie Zasadniczej Szkoły Zawodowej o specjalności mechanik pojazdów samochodowych. W 1996 rozpoczęło działalność Policealne Studium Zawodowe dla pracujących o specjalności geodezja.
W 2013 zostało podpisane porozumienie o współpracy szkoły z 19. Samodzielnym Oddziałem Geograficznym Wojska Polskiego i powstała klasa wojskowa geodetów.

## Absolwenci
- Artur Fiedler, sędzia ekstraklasy koszykówki,
- Piotr Florek, wojewoda wielkopolski,
- Paweł Leszek Klepka, wiceprezydent Poznania,
- Wojciech Korda, muzyk[2],
- Włodzimierz Matuszyński, hokeista na trawie, olimpijczyk z Monachium (1972)[3],
- Piotr Reiss, piłkarz[4],
- Krzysztof Świątek, profesor Uniwersytetu Warmińsko-Mazurskiego, geodeta[2].